# Erebia neoridasoides
Erebia neoridasoides är en fjärilsart som beskrevs av Ruggero Verity 1953. Erebia neoridasoides ingår i släktet Erebia och familjen praktfjärilar. Inga underarter finns listade i Catalogue of Life.